# Первомайский (Прокопьевский район)
Первома́йский — посёлок в Прокопьевском районе Кемеровской области. Входит в состав Яснополянского сельского поселения.

## География
Центральная часть населённого пункта расположена на высоте 319 м над уровнем моря.

## История
В 1957 году указом Президиума Верховного Совета РСФСР посёлок имени Ворошилова переименован в Первомайский.

## Население
| 2010 |
| ---- |
| 254  |